# Terrerol tigrat
El terrerol tigrat (Agaricus subperonatus) és un rubiol del grup dels terrerols. Creix en camp obert, en munts de fems, a parcs i jardins. És un fong saprotròfic.

## Taxonomia
Va ser descrit com Psalliota arenicola per EM Wakefield i AA Pearson. P.D. Orton va proposar la combinació actual. El seu nom específic devoniensis significa 'de Devon'.

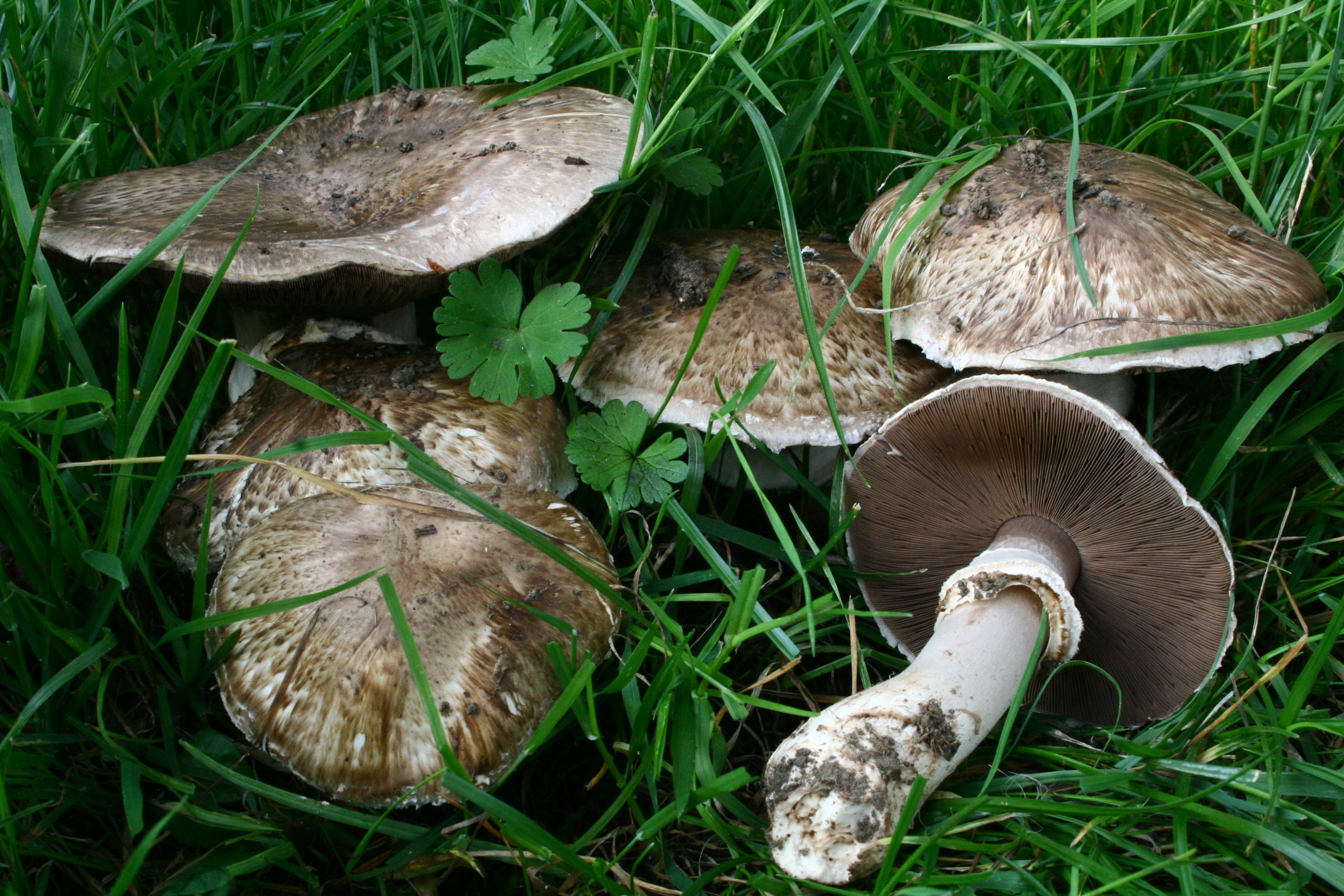
Terrerol tigrat (Agaricus subperonatus)

## Descripció
Bolet de mida petita a mitjana; barret inicialment hemisfèric, més tard convex aplanat; de fins a 7 cm de diàmetre; superfície blaca, de llisa a fibril·losa, marge excedent.
Làmines denses, rosa pàl·lid de joves, més tard de brunes a xocolata.
Cama de cilíndrica a lleugerament clavada, de fins a 5 cm de longitud, sempre més curta que el diàmetre del barret i 1.5 cm de diàmetre; llisa, blanca, fistulosa; amb bandes flocoses blanques sota l'anell; anell baix, simple, algun cop tan baix que sembla una volva, evanescent; no té cordó miceliar al peu.
Carn blanca, lleument bru rosada al tall, en especial a la part apical de la cama; olor sempre agradable, tast suau, dolç.

## Il·lustracions
Parra Sánchez, LA (2008): plate 146-158.

## Distribució i hàbitat
En substrats sorrencs litorals, sovint mig soterrat dins l'arena. Es pot trobar en dunes fixades des del litoral català fins l'Albufera de València i les diferents illes Balears. Des de la tardor a principis d'hivern. Ocasional.

## Espècies semblants
El rubiol de sang de Bohus (Agaricus bohusii) té una ornamentació similar però d'esquames erectes.

## Comestibilitat
Comestibilitat desconeguda